# Kenta Mukuhara
Kenta Mukuhara (椋原 健太 Mukuhara Kenta?), född 6 juli 1989 i Tokyo prefektur, är en japansk fotbollsspelare.
Mukuhara började sin karriär 2008 i FC Tokyo. Med FC Tokyo vann han japanska ligacupen 2009 och japanska cupen 2011. 2013 blev han utlånad till Cerezo Osaka. Han gick tillbaka till FC Tokyo 2014. 2015 flyttade han till Cerezo Osaka. Efter Cerezo Osaka spelade han för Sanfrecce Hiroshima och Fagiano Okayama.